# Metalocerus mocambiensis
Metalocerus mocambiensis är en skalbaggsart som beskrevs av Karl Adlbauer 2008. Metalocerus mocambiensis ingår i släktet Metalocerus och familjen långhorningar.
Artens utbredningsområde är Moçambique. Inga underarter finns listade i Catalogue of Life.